# Vitiza
Flávio Vitiza (Witiza ou Vitisa) foi o penúltimo Rei dos Visigodos, entre 702 e 710.

## Biografia
Sucedeu a seu pai Égica e após a sua morte foi escolhido como rei Rodrigo. Por não ter sido consensual, os partidários do outro candidato, Áquila II, solicitaram ajuda aos mouros de Marrocos, o que ditou a invasão da Península Ibérica pelos muçulmanos.
Segundo as crónicas de Afonso III, enquanto Égica governava o reino dos godos, Vitiza governava o reino dos suevos.

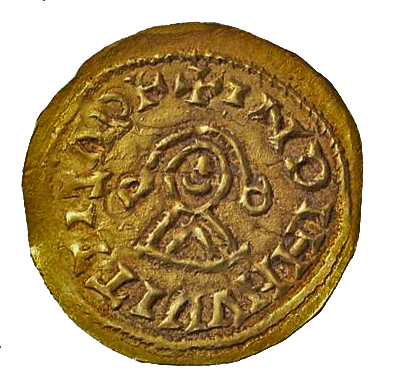
Moeda de ouro na que se representa o rei Vitiza, Bracara, Galécia.